# Svislice
Svislice či vertikála je přímka, rovnoběžná s působením zemské gravitace v daném místě. Svislice na různých místech Země nejsou tedy obecně rovnoběžné. Nejjednodušší prostředek, jak ji zjistit, je olovnice. Průsečík svislice s myšlenou oblohou nahoře je zenit (nadhlavník), protilehlý průsečík dole je nadir. Rovina kolmá na svislici je horizontála, která se určuje vodováhou.

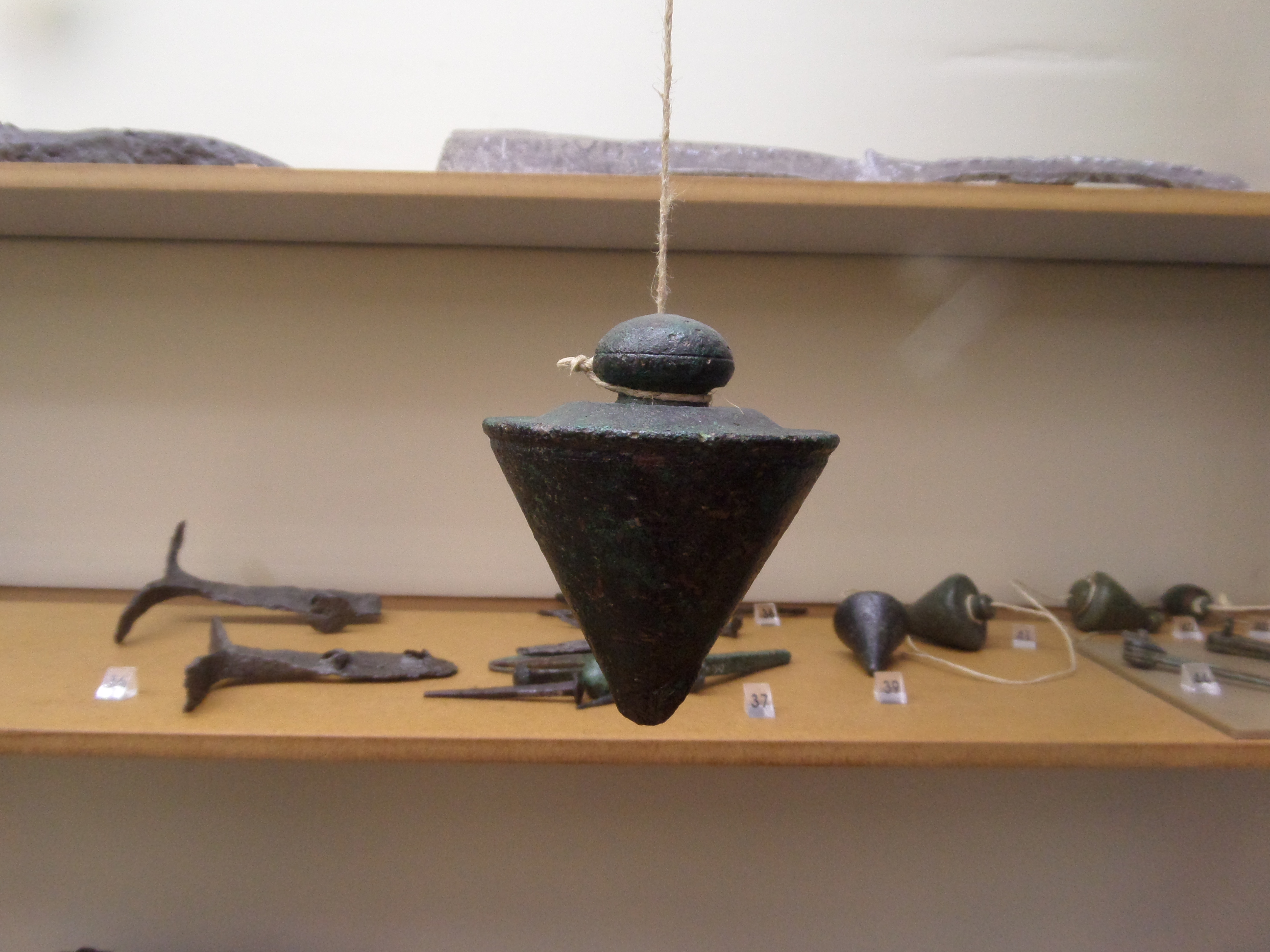
Starověká římská olovnice

## Geometrický a fyzikální pohled
Kdyby byla Země dokonalá, statická koule s hladkým povrchem, mířila by (geometrická) svislice přesně do středu Země a horizontála by byla tečná rovina k jejímu povrchu. Ve fyzikální skutečnosti je to složitější. Předně je tíha, kterou indikuje olovnice, vektorový součet gravitační síly a (daleko menší) odstředivé síly, která působí proti ní. Vzhledem ke zploštění Země a její rotace (gravitační síla působí do středu Země, odstředivá síla ale působí v rovině, která je kolmá na osu otáčení) nejsou tyto síly přesně rovnoběžné a směr tíhy se od geometrické svislice odchyluje až o 0,2°. Země dále není homogenní a její povrch není hladký, takže například přítomnost hor může působení gravitace odklonit až o desítky úhlových vteřin. Konečně podléhá i gravitační pole Země drobným změnám v čase, které studuje geodynamika.

V kartézských souřadnicích svislici obvykle představuje osa y

## V rovině
Pokud je kresba, graf apod. umístěna vodorovně (např. leží na stole), zobrazuje se svislý směr obvykle jako směr vedoucí od pozorovatele resp. k pozorovateli, v kartézských souřadnicích označovaný jako osa y.

## Význam pojmu v typografii
V typografii je svislice | grafém a typografický znak.
- V básnickém textu se svislicí v prozódii označuje přerývka čili cézura, tzn. předěl mezi slovy spadající dovnitř stopy ve verši.
- V řadě programovacích jazyků, zejména těch ovlivněných syntaxí jazyka C, označuje operátor logického či bitového součtu.
- Unixový shell jej používá jako symbol umožňující napojení výstupu z jednoho programu na vstup jiného.

## Význam pojmu v matematice
- V matematice je typografický znak svislice užíván párově (podobnou formou jako závorky) k vyjádření absolutní hodnoty. Zápis |x| s x mezi svislicemi použil poprvé v roce 1841 Karl Weierstrass.
- Svislicemi se obvykle značí také mohutnost množiny: {\displaystyle |M|}.